# 博蔡姆
博蔡姆（法語：Bootzheim，法語發音：[botsaim] ⓘ）是法国下莱茵省的一个市镇，属于塞莱斯塔-埃尔什泰因区。

## 地理
博蔡姆（48°11'18"N, 7°34'25"E）面积5.91 平方千米，位于法国大東部大區下莱茵省，该省份为法国大陆部分最东部的省份，是阿尔萨斯的一部分，今与上莱茵省组成了阿尔萨斯欧洲集体，其南至上莱茵省，西南接孚日省和默尔特-摩泽尔省，西接摩泽尔省，北与德国接壤，东侧沿莱茵河与德国相望。
与博蔡姆接壤的市镇（或旧市镇、城区）包括：阿托尔赛姆、埃瑟奈姆、马克奈姆。
博蔡姆的时区为UTC+01:00、UTC+02:00（夏令时）。

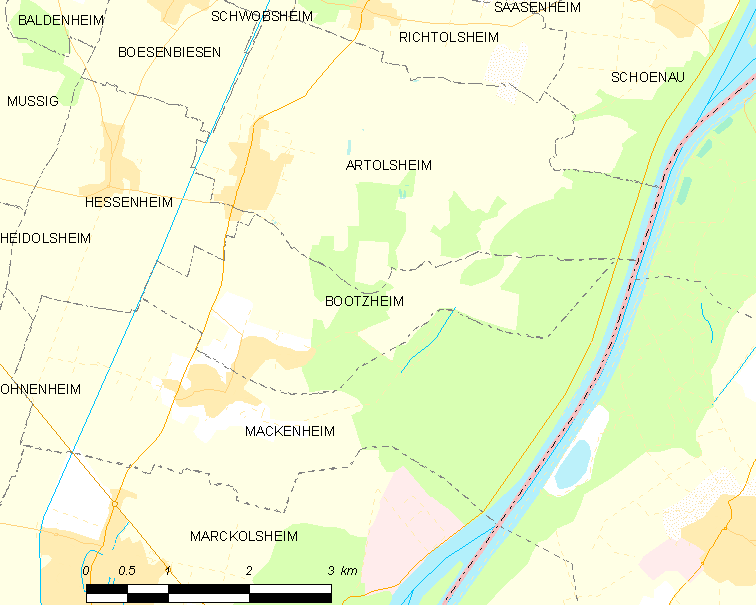
博蔡姆的OSM定位图

## 行政
博蔡姆的邮政编码为67390，INSEE市镇编码为67056。

## 政治
博蔡姆所属的省级选区为塞莱斯塔县。

## 人口

1962-2008年间博蔡姆人口变化图示

博蔡姆于2022年1月1日时的人口数量为795人。